# Aidia brisipensis
Aidia brisipensis är en måreväxtart som beskrevs av Colin Ernest Ridsdale. Aidia brisipensis ingår i släktet Aidia och familjen måreväxter. Inga underarter finns listade i Catalogue of Life.